# Окешешти (Вранча)
Окешешти (рум. Ocheșești) насеље је у Румунији у округу Вранча у општини Корбица. Oпштина се налази на надморској висини од 123 m.

## Становништво
Према подацима из 2002. године у насељу је живело 234 становника, од којих су сви румунске националности.